# La Sobarriba
La Sobarriba es una comarca tradicional de la provincia de León, comunidad autónoma de Castilla y León, España. Está formada por los municipios de Valdefresno, Villaturiel y parte del municipio de Vegas del Condado. La comarca está a escasos kilómetros de la capital leonesa. Está situada a una altitud media de 830 metros sobre el nivel del mar.
En la comarca de La Sobarriba, el paisaje es el típico de un páramo con suaves cerros, situada entre el río Porma, y los ríos Torío y Bernesga. De esta situación geográfica toma el nombre la comarca: “Supra Ripa”, “sobre los ríos”. Históricamente el término se vincula a la Hermandad de La Sobarriba, uno de aquellos movimientos populares nacidos para la defensa de los más débiles núcleos rurales frente a los cabildos urbanos.

## Poblaciones

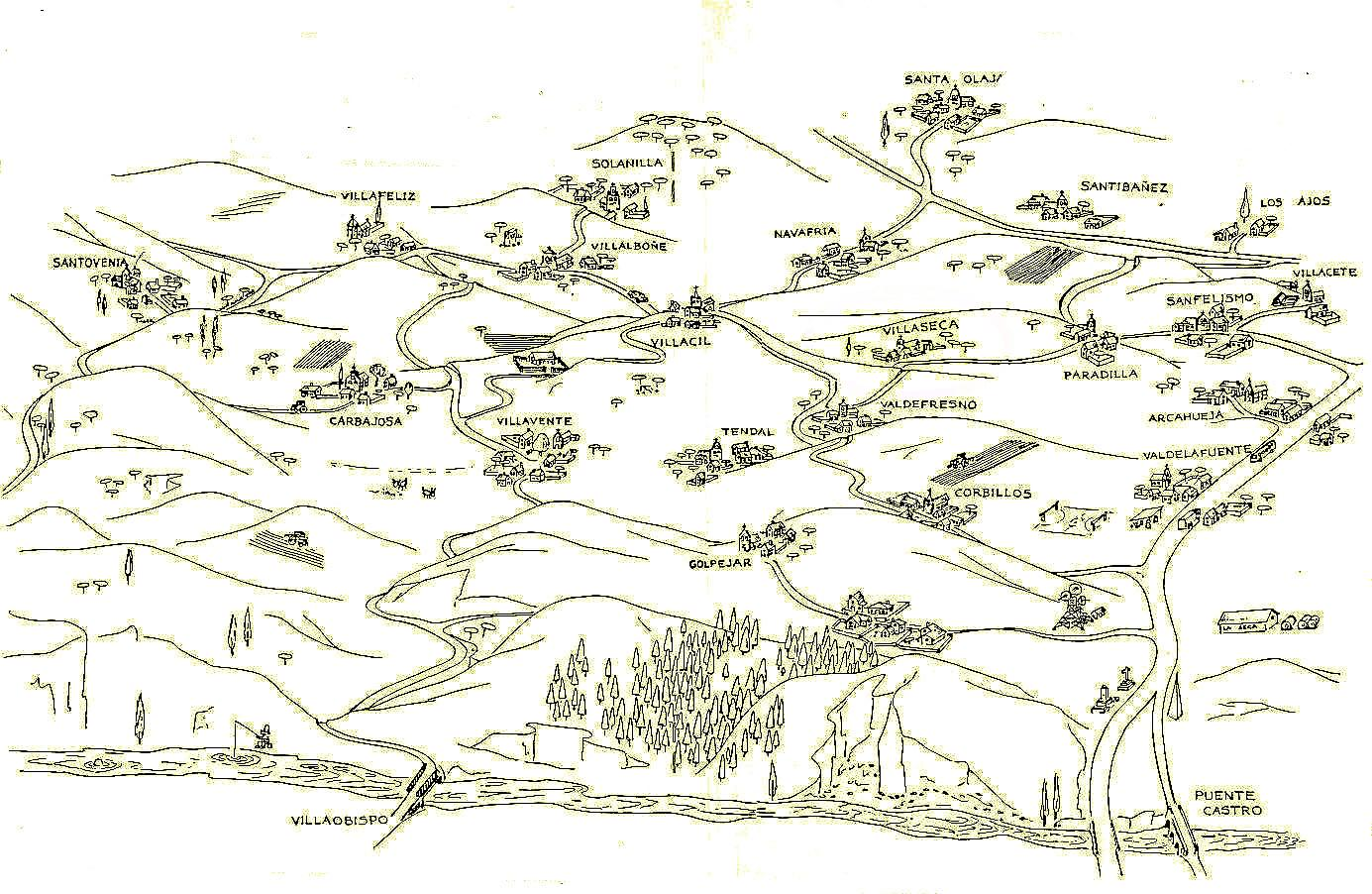
Antiguo mapa de La Sobarriba

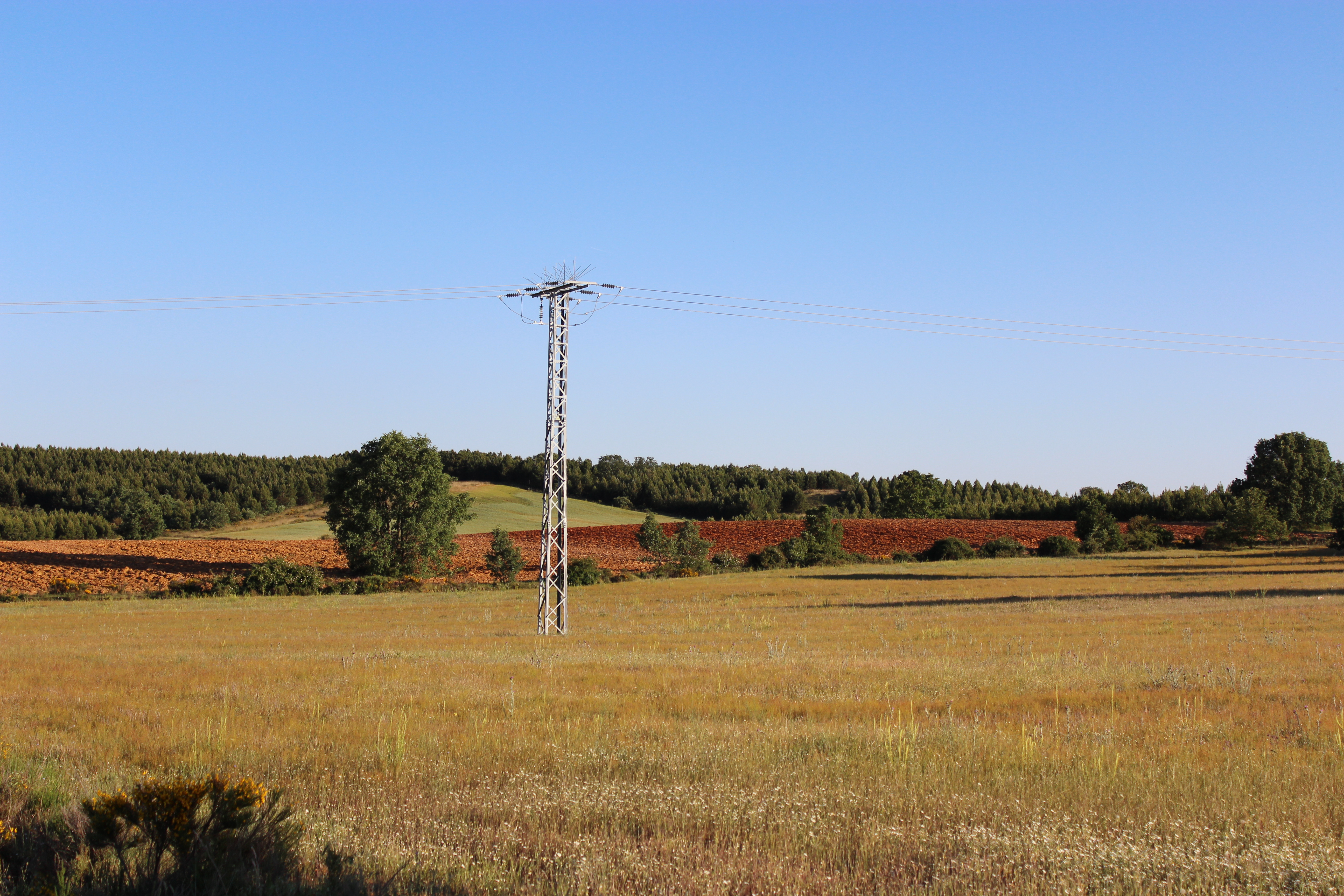
Paisaje de La Sobarriba

| Arcahueja                  |  | Alija de la Ribera        |  | Castro del Condado      |
| Carbajosa                  |  | Castrillo de la Ribera    |  | Represa del Condado     |
| Corbillos de la Sobarriba  |  | Mancilleros               |  | Santa María del Condado |
| Golpejar de la Sobarriba   |  | Marne                     |  | Secos del Condado       |
| Navafría                   |  | Marialba de la Ribera     |  | Villamayor del Condado  |
| Paradilla de la Sobarriba  |  | Roderos                   |  |                         |
| Sanfelismo                 |  | San Justo de las Regueras |  |                         |
| Santa Olaja de Porma       |  | Santa Olaja de la Ribera  |  |                         |
| Santibáñez de Porma        |  | Valdesogo de Abajo        |  |                         |
| Santovenia del Monte       |  | Valdesogo de Arriba       |  |                         |
| Solanilla                  |  | Villaturiel               |  |                         |
| Tendal                     |  | Toldanos                  |  |                         |
| Valdefresno                |  |                           |  |                         |
| Valdelafuente              |  |                           |  |                         |
| Villacete                  |  |                           |  |                         |
| Villacil                   |  |                           |  |                         |
| Villafeliz de la Sobarriba |  |                           |  |                         |
| Villalboñe                 |  |                           |  |                         |
| Villaseca de la Sobarriba  |  |                           |  |                         |
| Villavente                 |  |                           |  |                         |

## Municipios
| Municipios        | Habitantes (2011) | Superficie (km²) | Densidad (hab/km²) |
| Valdefresno       | 2.056             | 102,54           | 20,05              |
| Villaturiel       | 1.920             | 57,06            | 33,65              |
| Vegas del Condado | 1.215             | 122,90           | 9,89               |
|                   | 5.191             | 282,50           | 18,38              |
| ----------------- | ----------------- | ---------------- | ------------------ |